# Pohorsko

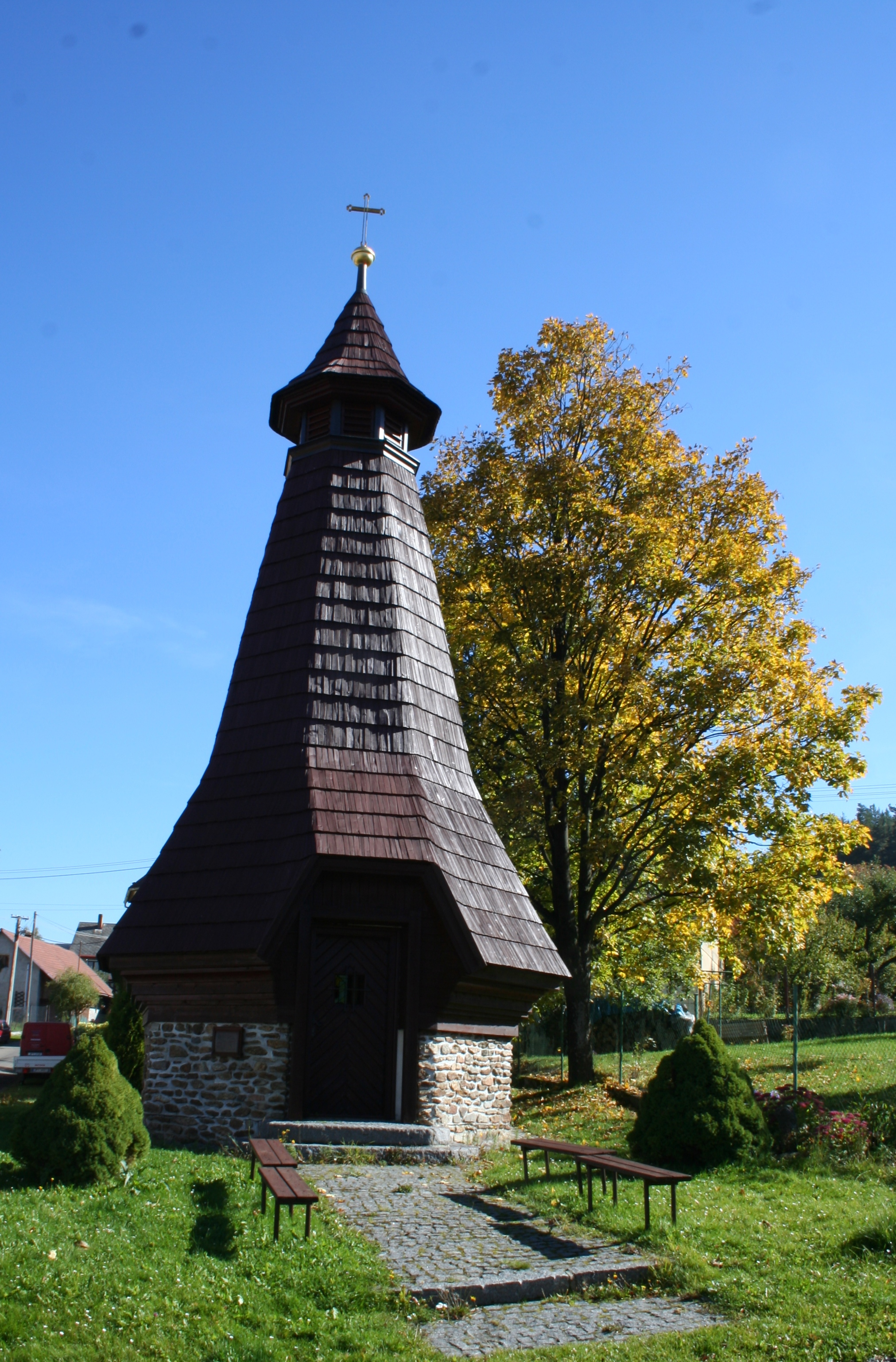
Kapelle des hl. Prokop

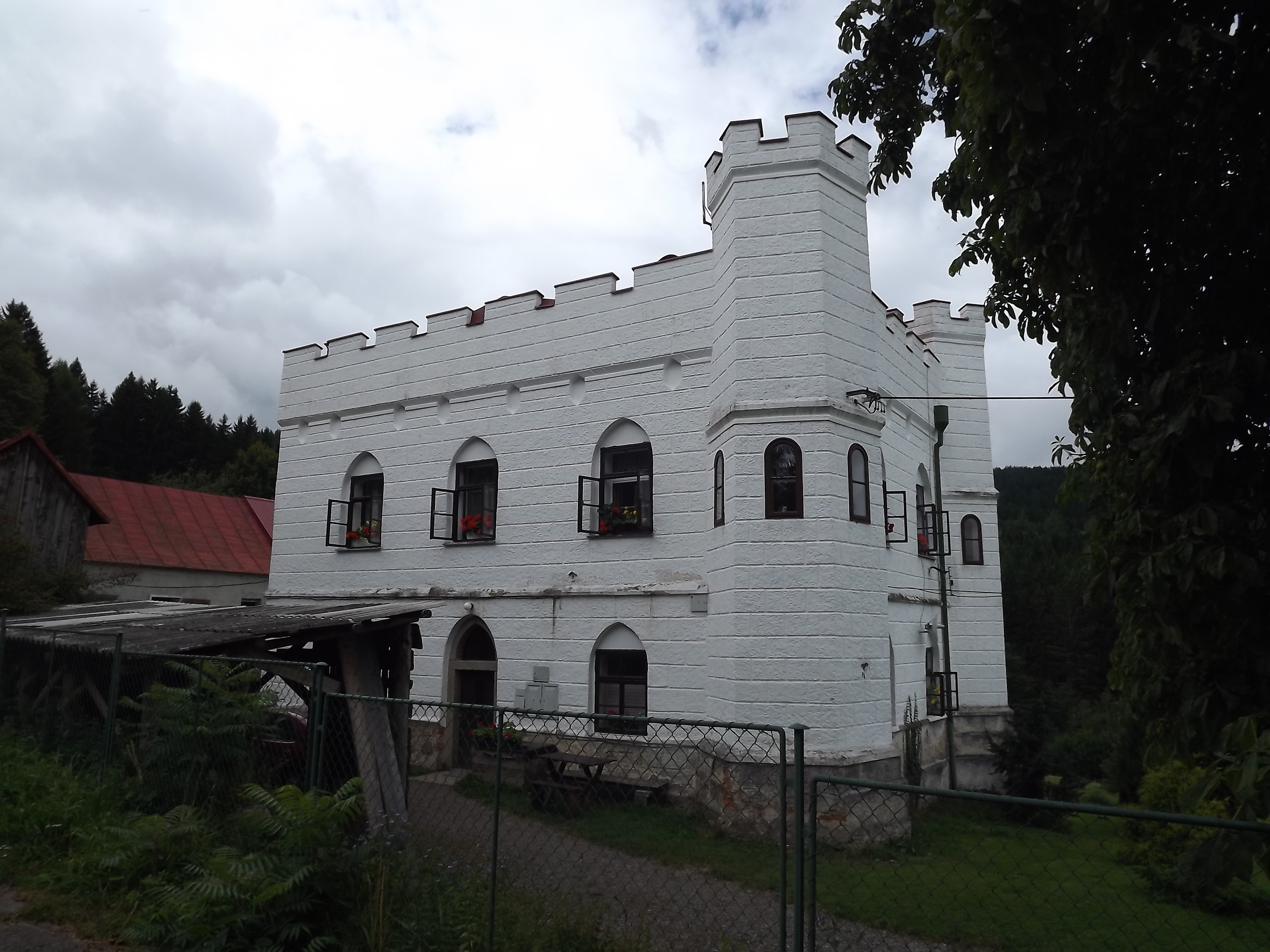
Jagdschlösschen Záluží

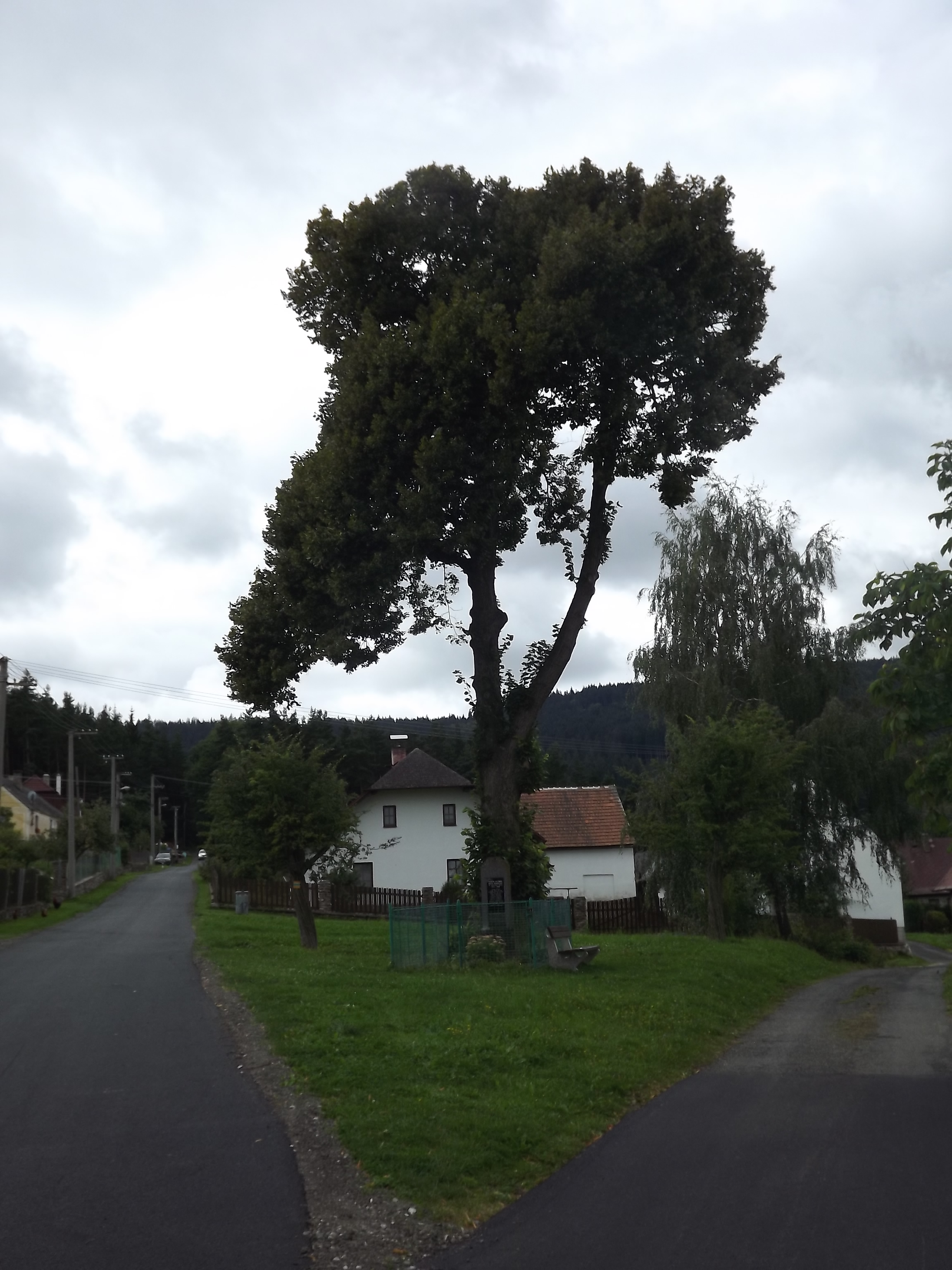
Gefallenendenkmal

Pohorsko (deutsch 1939–45: Buchholz) ist ein Ortsteil der Gemeinde Nezdice na Šumavě in Tschechien. Er liegt sechs Kilometer nordöstlich von Kašperské Hory und gehört zum Okres Klatovy.

## Geographie
Pohorsko befindet sich an einer Anhöhe zwischen den Tälern der Bäche Nezdický potok und Zuklínský potok in den Ausläufern des Böhmerwaldes auf dem Gebiet des Naturparks Kašperská vrchovina. Südöstlich erhebt sich der Javorník (Jawornik, 1066 m), im Süden der Královský kámen (Königsstein, 1058 m) sowie südwestlich der Svatý Jan (1047 m) und der Ždánov (Zosumberg, 1064 m).
Nachbarorte sind Nezdice na Šumavě, Hamr, Lazny und Strašín im Norden, Nahořánky, Hrbeček, V Aleji, Maleč und U Studničky im Nordosten, Na Bludné und Zuklín im Osten, Podzuklín, Milíkov, Lhota nad Rohanovem und Javorník im Südosten, Tejmlov, Zavírka, Chalupy, Šebestov und Nicov im Süden, Řetenice, Ždánov, Záluží, Cikánka, Kašperské Hory und Kavrlík im Südwesten, České Domky, Žlíbek und Kukanda im Westen sowie Klepačka, Ostružno, Pazderna und Papírna im Nordwesten.

## Geschichte
Die erste urkundliche Erwähnung von Pohorsko erfolgte 1396, jedoch ist das Dorf wesentlich älter. Es entstand wahrscheinlich im Zuge des Binnenkolonisation als Grenzdorf am Rande des unbesiedelten Grenzwaldes. Bereits vor der Erhebung von Reichenstein zur königlichen Bergstadt im Jahre 1345 gehörten Teile von Nezdice, Ostružno und Pohorsko zu der Bergsiedlung. Zwischen 1522 und 1523 gehörte ein Anteil von Pohorsko zum Familienbesitz der Švihovský von Riesenberg, dieser Teil wurde mit dem Gut Žichovice verbunden. Ein weiterer Anteil des Dorfes war dem Gut Zuklín untertänig und wurde später an die Kameralherrschaft Hoschtitz angeschlossen. Im Jahre 1788 bestand Pohorsko einschließlich Zalužy (Záluží) aus 27 Häusern, die zwischen den Herrschaften Schichowitz, Hoschitz und der Stadt Bergreichenstein aufgeteilt waren.
Im Jahre 1838 bestand Pohorsko, auch Buchholz genannt, aus 27 Häusern mit 177 tschechischsprachigen Einwohnern. Davon gehörten 12 Häuser zum Gut Schichowitz, acht Häuser mit 40 Einwohnern, darunter die Mühle in Záluží zum Dominium Bergreichenstein und weitere sieben Häuser zum mit der Herrschaft Strahl-Hoschtitz vereinigten Gut Cuklin. Im Ort gab es ein Wirtshaus. Abseits lag die aus einem Jägerhaus, einem Meierhof, einer Chaluppe und einer Mühle mit Brettsäge bestehende Einschicht Zalužj (Záluží). Pfarrort war Straschin. Bis zur Mitte des 19. Jahrhunderts blieb Pohorsko immer zwischen der Fideikommissherrschaft Schichowitz, der Herrschaft Strahl-Hoschtitz sowie dem Dominium Bergreichenstein geteilt. 
Nach der Aufhebung der Patrimonialherrschaften bildete Pohorsko ab 1850 einen Ortsteil der Gemeinde Strašín im Gerichtsbezirk Schüttenhofen. Ab 1868 gehörte das Dorf zum Bezirk Schüttenhofen. 1890 löste sich Pohorsko von Strašín los und bildete eine eigene Gemeinde. Im Zuge der Aufhebung des Okres Sušice wurde Pohorsko 1960 dem Okres Klatovy zugeordnet. 1961 erfolgte die Eingemeindung nach Nezdice.
Im Jahre 1991 hatte Pohorsko 83 Einwohner. 2001 bestand der Ort aus 46 Wohnhäusern, in denen 71 Menschen lebten. Insgesamt besteht Pohorsko aus 74 Häusern.

## Ortsgliederung
Der Ortsteil Pohorsko bildet einen Katastralbezirk. Zu Pohorsko gehört die Einschicht Záluží (Zalusch).

## Sehenswürdigkeiten
- Kapelle des hl. Prokop, geweiht 2001
- Jagdschlösschen Záluží, es entstand 1860 für den Besitzer der Herrschaft Žichovice, Gustav von Lamberg und befand sich bis 1946 im Besitz der Familie von Lamberg. Nach der Enteignung diente das Schlösschen dem Staatsforst als Forstamt und Forsthaus, später als Hegerhaus. Im Jahre 1997 wurde es privatisiert. Seit einer Sanierung wird es als Ferienappartement und Reiterhof genutzt.[6]
- Gefallenendenkmal
- Naturdenkmal Pohorsko mit Vorkommen des Böhmischen Enzians, am südwestlichen Ortsausgang